# IC 869
IC 869 је појединачна звијезда у сазвјежђу Береникина коса која се налази на листи објеката дубоког неба у Индекс каталогу.
Деклинација објекта је + 20° 40' 49" а ректасцензија 13h 17m 31,2s.